# Amphiprion thiellei
Amphiprion thiellei är en fiskart som beskrevs av Burgess, 1981. Amphiprion thiellei ingår i släktet Amphiprion och familjen Pomacentridae. Inga underarter finns listade i Catalogue of Life.